# Ataquines (kommunhuvudort)
Ataquines är en kommunhuvudort i Spanien.   Den ligger i provinsen Provincia de Valladolid och regionen Kastilien och Leon, i den centrala delen av landet, 130 km nordväst om huvudstaden Madrid. Ataquines ligger 797 meter över havet och antalet invånare är 808.
Terrängen runt Ataquines är platt. Runt Ataquines är det glesbefolkat, med 8 invånare per kvadratkilometer. Närmaste större samhälle är Arévalo, 15,0 km sydost om Ataquines. Trakten runt Ataquines består till största delen av jordbruksmark.